# Utopia (album de Björk)
Pour les articles homonymes, voir Utopia (homonymie).
Albums de Björk
Vulnicura
(2015) Fossora
(2022)
Utopia est le dixième album studio de Björk sorti en 2017,,.
Dans cet album, elle met en scène un monde utopique imaginaire et paradisiaque, magique, proche de la nature et débarrassé du patriarcat,. La flûte, instrument à vent ancestral de l'humanité, est omniprésente : elle fait référence à celle de Pan et symbolise une reprise de la liberté ainsi qu'un souffle libérateur,. La démarche de l'album a souvent été comparée au Prélude à l'après-midi d'un faune de Debussy[réf. nécessaire].
Le clip du titre principal, Utopia, a été salué par la critique internationale,,,.

## Liste des titres
| No  | Titre              | Paroles | Musique              | Durée |
| --- | ------------------ | ------- | -------------------- | ----- |
| 1.  | Arisen My Senses   | Björk   | Björk, Arca          | 4:59  |
| 2.  | Blissing Me        | Björk   | Björk                | 5:05  |
| 3.  | The Gate           | Björk   | Björk, Arca          | 6:33  |
| 4.  | Utopia             | Björk   | Björk                | 4:42  |
| 5.  | Body Memory        | Björk   | Björk                | 9:46  |
| 6.  | Features Creatures | Björk   | Björk, Sarah Hopkins | 4:49  |
| 7.  | Courtship          | Björk   | Björk                | 4:44  |
| 8.  | Losss              | Björk   | Björk                | 6:51  |
| 9.  | Sue Me             | Björk   | Björk, Arca          | 4:57  |
| 10. | Tabula Rasa        | Björk   | Björk                | 4:42  |
| 11. | Claimstaker        | Björk   | Björk, Arca          | 3:18  |
| 12. | Paradisia          | Björk   | Björk                | 1:44  |
| 13. | Saint              | Björk   | Björk                | 4:41  |
| 14. | Future Forever     | Björk   | Björk, Arca          | 4:47  |